# Liberato Bronzuto
Liberato Bronzuto (Portici, 28 febbraio 1923 – 18 novembre 2008) è stato un politico italiano, eletto nella IV e V legislatura alla Camera dei deputati.

## Biografia
Consegue il diploma magistrale, dedicandosi all'insegnamento. Alle elezioni politiche del 1963 viene eletto alla Camera ed è confermato nel 1968. Nel 1970 aderisce al gruppo di transfughi del PCI facenti riferimento al gruppo de il manifesto, viene quindi radiato dal partito, confluisce nel gruppo misto. Termina il mandato parlamentare nel 1972.
Muore il 18 novembre 2008 all'età di 85 anni.